# Causalidad (filosofía)

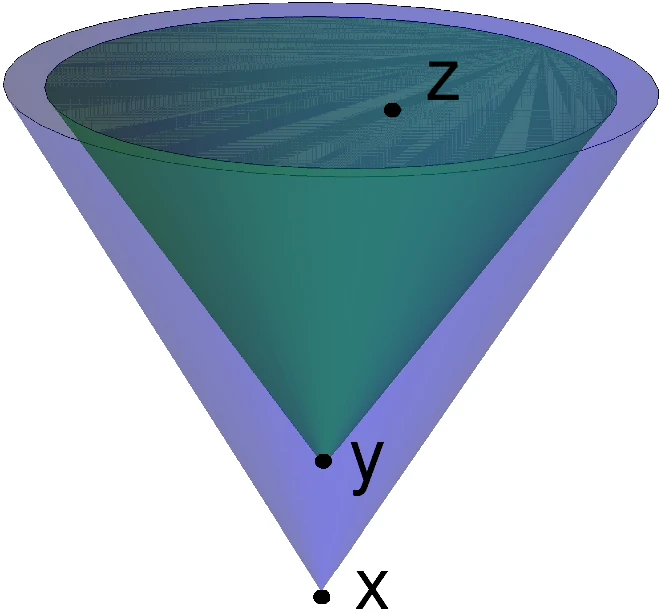
La condición de transitividad x≺y,y≺z⇒x≺z se satisface mediante la relación de causalidad ≺ en cualquier espacio-tiempo lorentziano.

En filosofía, la causalidad es la "relación necesaria existente entre causa y efecto". Se puede hablar de esa relación entre acontecimientos, procesos, regularidad de los fenómenos y la producción de algo".
No existe una única definición comúnmente aceptada del término "causa". En su acepción más amplia, se dice que algo es causa de un efecto, cuando el último depende del primero tanto lógicamente, como cronológicamente; o, en otras palabras, la causa es aquello que hace que algo lo sea en su efecto. Esto se puede dar de muchos modos diversos y, por ello, no es extraño que a un efecto correspondan multitud de causas (concausa).
Dos condiciones necesarias pero no suficientes para que A sea causa de B son:
- Que A preceda a B en el tiempo.
- Que A y B estén relativamente próximos en el espacio y en el tiempo.

En general, un proceso tiene muchas causas, que también se dice que son factores causales de la misma, y todos se encuentran en su pasado. A su vez, un efecto puede ser causa o factor causal de muchos otros efectos, todos ellos situados en su futuro. Algunos autores han sostenido que la causalidad es metafísicamente anterior a las nociones de espacio-tiempo.
La causalidad es un tema ontológico que indica cómo progresa el mundo. Como concepto tan básico, es más apto como explicación de otros conceptos de progresión que como algo a explicar por otros más básicos. El concepto es como los de agencia y eficacia. Por esta razón, puede ser necesario un salto de intuición para captarlo. En consecuencia, la causalidad está implícita en la lógica y la estructura del lenguaje ordinario, así como explícita en el lenguaje de la notación causal científica.
En los estudios ingleses de filosofía aristotélica, la palabra "causa" se utiliza como un término técnico especializado, la traducción del término αἰτία de Aristóteles, con el que Aristóteles quería decir "explicación" o "respuesta a una pregunta de 'por qué'". Aristóteles categorizó los cuatro tipos de respuestas como "causas" material, formal, eficiente y final. En este caso, la "causa" es el explanans del  explanandum, y no reconocer que se están considerando diferentes tipos de "causa" puede llevar a un debate inútil. De los cuatro modos explicativos de Aristóteles, el más cercano a las preocupaciones del presente artículo es el "eficiente".
David Hume, como parte de su oposición al racionalismo, argumentó que la razón pura por sí sola no puede probar la realidad de la causalidad eficiente; en su lugar, apeló a la costumbre y al hábito mental, observando que todo el conocimiento humano deriva únicamente de la experiencia.
El tema de la causalidad sigue siendo un tema básico en la filosofía contemporánea.

## Historia
La noción de causalidad ha suscitado debate desde los inicios de la filosofía. Aristóteles concluye el libro de los Segundos analíticos con el modo en que la mente humana llega a conocer las verdades básicas o premisas primarias o primeros principios, que no son innatos, ya que es posible desconocerlos durante gran parte de nuestra vida. Tampoco se pueden deducir a partir de ningún conocimiento anterior, o no serían primeros principios. Afirma que los primeros principios se derivan por inducción, de la percepción sensorial, que implanta los verdaderos universales en la mente humana. De esta idea proviene la máxima escolástica «nada hay en el intelecto que no haya estado antes en los sentidos» (Nihil est in intellectu, quod prius non fuerit in sensu). Al mantener que «conocer la naturaleza de una cosa es conocer, ¿por qué es?» y que «poseemos conocimiento científico de una cosa sólo cuando conocemos su causa». Aristóteles distinguió cuatro tipos de causas:
- Causa material
- Causa formal
- Causa eficiente
- Causa final

La noción de causalidad sufrió una dura crítica por parte de David Hume. Para Hume, el que un fenómeno aparezca constantemente relacionado con otro, no implicaría siempre que el primero sea causa. La conexión necesaria entre dos fenómenos que frecuentemente aparecen juntos sería difícil de demostrar, y muchas veces es consecuencia de un razonamiento inductivo que no tiene porqué ser lógicamente válido.
En Kant, de quien su desacuerdo con el pensamiento de Hume se cita como una motivación para escribir una teoría filosófica, la causalidad es una de las categorías a priori del entendimiento, y entonces no proviene de la costumbre (como decía Hume) sino que tiene un carácter necesario y universal. Esto permite que la ciencia se apoye sobre el principio de causalidad sin dejar de ser necesaria y universal.

## Concepto

### Metafísica
La naturaleza de la causa y el efecto es una preocupación de la materia conocida como metafísica. Kant pensaba que el tiempo y el espacio eran nociones anteriores a la comprensión humana del progreso o evolución del mundo, y también reconocía la prioridad de la causalidad. Pero no tenía la comprensión que llegó con el conocimiento del Geometría de Minkowski y la Teoría especial de la relatividad, de que la noción de causalidad puede utilizarse como fundamento previo a partir del cual Construir nociones de tiempo y espacio.

#### Ontología
Una pregunta metafísica general sobre causa y efecto es: "¿qué tipo de entidad puede ser causa y qué tipo de entidad puede ser efecto?".
Un punto de vista sobre esta cuestión es que la causa y el efecto son de un mismo tipo de entidad, siendo la causalidad una relación asimétrica entre ellos. Es decir, gramaticalmente tendría sentido decir o bien "A es la causa y B el efecto" o bien "B es la causa y A el efecto", aunque sólo una de esas dos puede ser realmente cierta. Desde este punto de vista, una opinión, propuesta como principio metafísico en filosofía del proceso, es que toda causa y todo efecto son respectivamente algún proceso, acontecimiento, devenir o suceso. Un ejemplo es "su tropiezo con el escalón fue la causa, y su fractura de tobillo el efecto". Otro punto de vista es que las causas y los efectos son "estados de cosas", y que la naturaleza exacta de esas entidades se define de forma menos restrictiva que en la filosofía del proceso.
Otro punto de vista sobre la cuestión es el más clásico, según el cual una causa y su efecto pueden ser de distinta entidad. Por ejemplo, en la explicación causal eficiente de Aristóteles, una acción puede ser una causa mientras que un objeto perdurable es su efecto. Por ejemplo, las acciones generativas de sus padres pueden considerarse como la causa eficiente, siendo Sócrates el efecto, considerándose a Sócrates como un objeto perdurable, en la tradición filosófica denominado "sustancia", distinto de una acción.

#### Epistemología
Dado que la causalidad es una noción metafísica sutil, se necesita un considerable esfuerzo intelectual, junto con la exhibición de pruebas, para establecer el conocimiento de la misma en circunstancias empíricas particulares. Según David Hume, la mente humana es incapaz de percibir directamente las relaciones causales. Sobre esta base, el erudito distinguió entre el punto de vista de la regularidad sobre la causalidad y la noción contrafáctica. Según el punto de vista contrafáctico, X causa Y si y sólo si, sin X, Y no existiría. Hume interpretó este último como un punto de vista ontológico, es decir, como una descripción de la naturaleza de la causalidad, pero, dadas las limitaciones de la mente humana, aconsejó utilizar el primero (afirmando, grosso modo, que X causa Y si y sólo si los dos eventos están espacio-temporalmente unidos, y X precede a Y) como una definición epistémica de la causalidad. Disponer de un concepto epistémico de causalidad es necesario para distinguir entre relaciones causales y no causales. La literatura filosófica contemporánea sobre la causalidad puede dividirse en cinco grandes enfoques de la causalidad. Estos incluyen los (mencionados anteriormente) puntos de vista de la regularidad, probabilística, contrafactual, mecanicista y manipulacionista. Se puede demostrar que los cinco enfoques son reductivos, es decir, definen la causalidad en términos de relaciones de otros tipos. Según esta lectura, definen la causalidad en términos de, respectivamente, regularidades empíricas (conjunciones constantes de sucesos), cambios en probabilidades condicionales, condiciones contrafácticas, mecanismos subyacentes a las relaciones causales e invariancia bajo intervención.

#### Significado geométrico
La causalidad tiene las propiedades de antecedencia y contigüidad. Éstas son topológicas, y son ingredientes de la geometría del espacio-tiempo. Tal como las desarrolló Alfred Robb, estas propiedades permiten la derivación de las nociones de tiempo y espacio. Max Jammer escribe "el postulado de Einstein... abre el camino a una construcción directa de la topología causal... del espacio de Minkowski". La eficacia causal no se propaga más rápido que la luz.
Así, la noción de causalidad es metafísicamente anterior a las nociones de tiempo y espacio. En términos prácticos, esto se debe a que el uso de la relación de causalidad es necesario para la interpretación de experimentos empíricos. La interpretación de los experimentos es necesaria para establecer las nociones físicas y geométricas de tiempo y espacio.

#### Volición
La visión del mundo determinista sostiene que la historia del universo puede representarse exhaustivamente como una progresión de acontecimientos que se suceden como causa y efecto. La versión incompatibilista de esto sostiene que no existe el "libre albedrío". El compatibilismo, por otra parte, sostiene que el determinismo es compatible con el libre albedrío, o incluso necesario para él.

### Causas necesarias y suficientes
Las causas pueden distinguirse a veces en dos tipos: necesarias y suficientes. Un tercer tipo de causalidad, que no requiere ni necesidad ni suficiencia por sí misma, pero que contribuye al efecto, se denomina "causa coadyuvante".
Ÿ Causas necesarias: Si x es una causa necesaria de y, entonces la presencia de y implica necesariamente la ocurrencia previa de x. La presencia de x, sin embargo, no implica que y ocurrirá.
Ÿ Causas suficientes: Si x es causa suficiente de y, entonces la presencia de x implica necesariamente la subsiguiente ocurrencia de y. Sin embargo, otra causa z puede causar alternativamente y. Así, la presencia de y no implica la ocurrencia previa de x.
Ÿ Causas contributivas: Para algún efecto concreto, en un caso singular, un factor que es causa contribuyente es una entre varias causas coocurrentes. Está implícito que todas ellas son contribuyentes. Para el efecto específico, en general, no hay implicación de que una causa contribuyente sea necesaria, aunque pueda serlo. En general, un factor que es causa contribuyente no es suficiente, porque por definición va acompañado de otras causas, que no contarían como causas si fuera suficiente. Para el efecto específico, un factor que es en algunas ocasiones una causa contribuyente podría en algunas otras ocasiones ser suficiente, pero en esas otras ocasiones no sería meramente contribuyente.
J. L. Mackie argumenta que hablar habitualmente de "causa" se refiere de hecho a condiciones INUS (insuficientes pero non-redundantes partes de una condición que es a su vez unnecesaria pero s'uficiente para la ocurrencia del efecto). Un ejemplo es un cortocircuito como causa de que una casa se incendie. Consideremos el conjunto de acontecimientos: el cortocircuito, la proximidad de material inflamable y la ausencia de bomberos. Juntos son innecesarios pero suficientes para que la casa se incendie (ya que muchos otros conjuntos de sucesos podrían haber provocado el incendio, por ejemplo, disparar a la casa con un lanzallamas en presencia de oxígeno, etc.). Dentro de este conjunto, el cortocircuito es una parte insuficiente (ya que el cortocircuito por sí solo no habría causado el incendio) pero no redundante (porque el incendio no se habría producido sin él, en igualdad de condiciones) de una condición que es en sí misma innecesaria pero suficiente para que se produzca el efecto. Así, el cortocircuito es una condición INUS para que se produzca el incendio de la casa.

### En contraste con los condicionales
Los enunciados Condicionales no son enunciados de causalidad. Una distinción importante es que los enunciados de causalidad requieren que el antecedente preceda o coincida con el consecuente en el tiempo, mientras que los enunciados condicionales no requieren este orden temporal. La confusión suele surgir porque en inglés se pueden presentar muchos enunciados diferentes utilizando la forma "If ..., then ..." (y, posiblemente, porque esta forma se utiliza mucho más para hacer un enunciado de causalidad). Sin embargo, los dos tipos de enunciados son distintos.
Por ejemplo, todos los enunciados siguientes son verdaderos cuando se interpreta "Si ..., entonces ..." como el condicional material:
1. Si Barack Obama es presidente de Estados Unidos en 2011, entonces Alemania está en Europa.
2. Si George Washington es presidente de los Estados Unidos en 2011, entonces ⟨arbitrary statement⟩.

El primero es verdadero ya que tanto el antecedente como el consecuente son verdaderos. El segundo es verdadero en lógica sentencial e indeterminado en lenguaje natural, independientemente del enunciado consecuente que siga, porque el antecedente es falso.
El condicional indicativo ordinario tiene algo más de estructura que el condicional material. Por ejemplo, aunque el primero es el más cercano, ninguno de los dos enunciados anteriores parece verdadero como lectura indicativa ordinaria. Pero la frase:
- Si Shakespeare de Stratford-on-Avon no escribió Macbeth, entonces alguien más lo hizo.

parece intuitivamente verdadera, aunque no haya una relación causal directa en esta situación hipotética entre el hecho de que Shakespeare no escribiera Macbeth y el hecho de que otra persona lo escribiera realmente.
Otro tipo de condicional, el condicional contrafáctico, tiene una conexión más fuerte con la causalidad, aunque incluso los enunciados contrafácticos no son todos ejemplos de causalidad. Considere las siguientes dos afirmaciones:
1. Si A fuera un triángulo, entonces A tendría tres lados.
2. Si el interruptor S fuera accionado, entonces la bombilla B se encendería.

En el primer caso, no sería correcto decir que el hecho de que A sea un triángulo "hace" que tenga tres lados, ya que la relación entre triangularidad y trilateralidad no es de definición. La propiedad de tener tres lados determina realmente el estado de A como trilátero. No obstante, incluso interpretada contrafácticamente, la primera afirmación es cierta considerando la condición angular entre los lados de un trilátero no curvo y cerrado. Una versión temprana de la teoría de las "cuatro causas" de Aristóteles se describe como el reconocimiento de la "causa esencial". En esta versión de la teoría, que el polígono cerrado tenga tres lados se dice que es la "causa esencial" de que sea un triángulo. Este uso de la palabra "causa" es, por supuesto, ahora muy obsoleto. Sin embargo, está dentro del alcance del lenguaje ordinario decir que es esencial para un triángulo que tenga tres lados.
Comprender el concepto de condicional es importante para entender la literatura sobre causalidad. En el lenguaje cotidiano, a menudo se hacen afirmaciones condicionales poco precisas, que deben interpretarse con cuidado.

### Causa cuestionable
Las falacias de causa cuestionable, también conocidas como falacias causales, no causa pro causa (en latín, "no causa por causa"), o causa falsa, son falacias informales en las que se identifica incorrectamente una causa.

## Principio de causalidad
El principio de causalidad es un principio clásico de la filosofía y la ciencia, que afirma que todo evento tiene una causa, siendo el propio evento uno de los efectos de dicha causa.
De acuerdo a este principio, las cosas no ocurren de manera aislada, sino que unas están ligadas a otras en un proceso de interacción e interdependencia. Unas cosas suceden a otras, y con frecuencia siempre en el mismo orden. A los primeros sucesos en una relación los llamamos causas, y a los segundos efectos.

No se debe confundir al principio de causalidad con el principio de razón suficiente.

El principio de causalidad es un principio fundamental de la investigación científica, suponiendo que la mejor forma de entender y explicar es conocer las causas, porque por un lado podemos prevenir y por otro controlar los efectos, en definitiva dominar los sucesos naturales, al menos a nivel macroscópico. A nivel microscópico, y en el especial en el dominio de la física cuántica la noción de causa es frecuentemente problemática.

## La causalidad en la ciencia
La noción de causalidad es parte integral de muchas ciencias:
- En ciencias naturales diferentes de la física y en procesos en los que no podemos reducir la concurrencia de eventos a un mecanismo físico simple, la idea de causa aparece en procesos complejos entre los que hemos observado una relación causal. Así tras las ecuaciones empíricas se supone hay un proceso físico causal que lleva a una conexión necesaria entre ciertos eventos.
  - En física clásica, en la mecánica newtoniana y mecánica relativista se admite además que la causa precede siempre al efecto.
  - En física cuántica ha existido una discusión sobre el principio de causalidad clásico,[27] ya que la teoría parece contener aspectos puramente probabilísticos y no deterministas, que podrían quedar fuera de la noción causal tradicional.
- En estadística donde es analizada por la estadística inferencial.
- En ciencias sociales suele aparecer ligada a un análisis estadístico de variables observadas.